# Universidades de Israel
Existen ocho universidades en Israel. Además, hay varias decenas de escuelas universitarias y otros institutos superiores, así como decenas de extensiones universitarias en el extranjero. Todas ellas son académicamente supervisadas por el Consejo para la Enseñanza Superior de Israel (CHEI, por sus siglas en inglés).

## Universidades
Las universidades oficiales de Israel son enumeradas a continuación, seguidas por su acrónimo en inglés (si es de uso general), dominio del Internet, la fecha de su fundación, los datos más recientes sobre el número de estudiantes y la clasificación académica que ocupa entre las universidades del mundo, según WebOMetrics (top 3000), Shanghai Jiao Tong University (SJTU) (top 500) y The Times Higher Education Supplement (THES) (top 200):
| Institución                                  | Dominio Internet | Fundada | Estudiantes   | Ranking académico mundial (WebOMetrics, SJTU, THES) |
| -------------------------------------------- | ---------------- | ------- | ------------- | --------------------------------------------------- |
| Universidad Hebrea de Jerusalén (HUJI)       | huji.ac.il       | 1918    | 22.600 (2003) | 131, 60, 77                                         |
| Technion (Instituto de Tecnología de Israel) | technion.ac.il   | 1924    | 13 000 (2005) | 198, 101-152, 194                                   |
| Instituto Weizmann de Ciencias (WIS)         | weizmann.ac.il   | 1949    | 700 (2006)    | 346, 101-152, N/A                                   |
| Universidad Bar-Ilan (BIU)                   | biu.ac.il        | 1955    | 32.000 (2005) | 570, 301-400, N/A                                   |
| Universidad de Tel Aviv (TAU)                | tau.ac.il        | 1956    | 29.000 (2005) | 266, 101-152, 188                                   |
| Universidad de Haifa                         | haifa.ac.il      | 1963    | 13 000 (2005) | 604, 401-500, N/A                                   |
| Universidad Ben-Gurión del Néguev (BGU)      | bgu.ac.il        | 1969    | 17.300 (2005) | 448, 301-400, N/A                                   |
| Universidad Abierta de Israel                | openu.ac.il      | 1974    | 39.000 (2005) | 1893, N/A, N/A                                      |
| Universidad de Ariel                         | ariel.ac.il/en   | 1982    | 14.000 (2011) | N/A                                                 |

Todas las universidades, a excepción del Instituto Weizmann y la Universidad Abierta respectivamente, ofrecen de manera alterna la gama completa de niveles universitarios para pregrado y postgrado; El Instituto Weizmann de Las Ciencias no ofrece licenciaturas, mientras que la Universidad Abierta de Israel no ofrece carreras de doctorado.

## Escuelas universitarias
Hay también institutos y escuelas universitarias, acreditados por la CHEI, que otorgan licenciaturas (y en algunos casos posgrados), y son llamados colegios (en hebreo: מכללות) (transliterado: michlalot). Hay también más de 20 universidades y seminarios de formación de profesorado, la mayor parte de los cuales solo pueden conceder el título de Magisterio. Entre otros se incluyen:
| Institución                                  | Ciudad            | Página web                  |
| -------------------------------------------- | ----------------- | --------------------------- |
| Academic Center for Law and Science          | Hod HaSharon      | www.en.mishpat.ac.il/       |
| Ahva Academic College                        | Ahva              | www.english.achva.ac.il/    |
| Al-Qasemi Academic College of Education      | Baqa al-Gharbiyye | www.qsm.ac.il/              |
| Ashkelon Academic College                    | Ascalón           | www.aac.ac.il/en/           |
| Beit Berl Academic College                   | Beit Berl         | www.beitberl.ac.il/         |
| Center for Academic Studies                  | Or Yehuda         | www.mla.ac.il/              |
| College of Education Givat Washington        | Guivat Washington | www.washington.ac.il/       |
| College of Management Academic Studies       | Rishon LeZion     | www.english.colman.ac.il/   |
| Hemdat HaDarom Academic College of Education | Netivot           | www.hemdat.ac.il/           |
| Herzog College                               | Alon Shvut        | www.herzog.ac.il/           |
| Holon Institute of Technology                | Jolón             | www.hit.ac.il/en            |
| IDC Herzliya                                 | Herzliya          | www.idc.ac.il/en/           |
| Kinneret College on the Sea of Galilee       | Mar de Galilea    | www.kinneret.ac.il/web/en/  |
| Max Stern Yezreel Valley College             | Valle de Jezreel  | www.yvc.ac.il/en/           |
| Ohalo College                                | Katzrin           | www.ohalo.ac.il/            |
| Ono Academic College                         | Kiryat Ono        | www.ono.ac.il/              |
| Oranim Academic College                      | Kiryat Tiv'on     | www.oranim.ac.il/sites/heb/ |
| ORT Braude College of Engineering            | Carmiel           | www.braude.ac.il/english/   |
| ORT Kfar Saba College                        | Kfar Saba         | www.ks.ort.org.il/          |
| ORT Kiryat Bialik College                    | Kiryat Bialik     | www.kb.ort.org.il/          |
| Ruppin Academic Center                       | Kfar Monash       | www.ruppin.ac.il/           |
| Sapir Academic College                       | Sederot           | www.sapir.ac.il/en          |
| Tel-Hai Academic College                     | Tel Jai           | www.telhai.ac.il/           |
| Western Galilee Academic College             | Acre              | www.wgalil.ac.il/           |
| Zefat Academic College                       | Safed             | www.iataskforce.org/        |

### Colegios en Beerseba
| Institución                             | Página web                  |
| --------------------------------------- | --------------------------- |
| Israeli Air Force Technological College | www.techni-bs.iscool.co.il/ |
| Kaye Academic College of Education      | www.kaye-college.org/       |
| Sami Shamoon College of Engineering     | www.en.sce.ac.il/           |

### Colegios en Haifa
| Institución                                | Página web         |
| ------------------------------------------ | ------------------ |
| Gordon College of Education                | www.gordon.ac.il/  |
| Shaanan Religious College of Education     | www.shaanan.ac.il/ |
| WIZO Haifa Academy of Design and Education | www.wizodzn.ac.il/ |

### Colegios en Jerusalén
| Institución                                                | Página web                      |
| ---------------------------------------------------------- | ------------------------------- |
| Academia de Música y Danza de Jerusalén                    | www.jamd.ac.il/en               |
| Azrieli College of Engineering                             | www.english.jce.ac.il           |
| Bezalel - Academia de Artes y Diseño                       | www.bezalel.ac.il/en/           |
| BYU Jerusalem Center for Near Eastern Studies              | www.jerusalemcenter.ce.byu.edu/ |
| David Yellin College of Education                          | www.dyellin.ac.il/              |
| Efrata College of Education                                | www.emef.ac.il/                 |
| Emunah Appleman College of Arts and Technology             | www.emuna.emef.ac.il/           |
| Escuela de Cine y Televisión Sam Spiegel                   | www.jsfs.co.il/                 |
| Hadassah Academic College                                  | www.hac.ac.il/en/               |
| Jerusalem University College                               | www.juc.edu/                    |
| Lev Academic Center - Jerusalem College of Technology      | www.jct.ac.il/en                |
| Lifshitz College of Education                              | www.lif.ac.il/                  |
| Michlalah Jerusalem College                                | www.michlala.edu/               |
| ORT Jerusalem College                                      | www.joc.ort.org.il/             |
| Shalem College                                             | www.shalem.ac.il/en/            |
| Torah Olamit - Israeli Virtual College of Noedical Studies | www.toraolamit.com              |

### Colegios en Netanya
| Institución                 | Página web                     |
| --------------------------- | ------------------------------ |
| Israel College of the Bible | www.biblecollege.co.il/        |
| Netanya Academic College    | www.netanya.ac.il/englishsite/ |
| ORT Hermelin College        | www.hermelin.ort.org.il/       |

### Colegios en Ramat Gan
| Institución                                    | Página web           |
| ---------------------------------------------- | -------------------- |
| Beit Zvi School of the Performing Arts         | www.beit-zvi.com/    |
| College of Law and Business                    | www.clb.ac.il/en/    |
| Shenkar College of Engineering, Design and Art | www.shenkar.ac.il/en |

### Colegios en Rejovot
| Institución           | Página web              |
| --------------------- | ----------------------- |
| ORT Rehovot College   | www.rehovot.ort.org.il/ |
| Peres Academic Center | www.pac.ac.il/          |

### Colegios en Tel Aviv
| Institución                                       | Página web               |
| ------------------------------------------------- | ------------------------ |
| Academic College of Tel Aviv - Yaffo              | www.int.mta.ac.il/       |
| Afeka College of Engineering                      | www.english.afeka.ac.il/ |
| Kibbutzim College of Education, Technology & Arts | www.en.smkb.ac.il/       |
| Levinsky College of Education                     | www.levinsky.ac.il/      |
| ORT Singalovsky College                           | www.s.ort.org.il/        |